# Odontobuthus odonturus
Espèce
Synonymes
- Buthus odonturus Pocock, 1897

Odontobuthus odonturus est une espèce de scorpions de la famille des Buthidae.

## Distribution
Cette espèce se rencontre au Pakistan et en Inde au Rajasthan,.

## Description
Le mâle holotype mesure 58 mm.
Odontobuthus odonturus mesure de 40 à 50 mm. 

## Systématique et taxinomie
Cette espèce a été décrite sous le protonyme Buthus odonturus par Pocock en 1897. Elle est placée dans le genre Odontobuthus par Vachon en 1950.

## Publication originale
- Pocock, 1897 : « Descriptions of some new species of scorpions from India. » Journal of the Bombay Natural History Society, vol. 11, p. 102–117 (texte intégral).